# Jan-Ove Waldner
Jan-Ove Waldner je švedski stolnotenisač. Rođen je 3. listopada 1965. u Stockholmu. Prozvan je Mozartom stolnog tenisa. Vrlo je cijenjen u Kini, čak jednako kao u rodnoj Švedskoj. Često se smatra najboljim igračem stolnog tenisa svih vremena.

## Životopis
Waldnerov potencijal primjećen je sa 16 godina, kada je u finalu europskog prvenstva poražen od sunarodnjaka Mikaela Appelgrena. Dok je bio mlad, otišao je s ostalim švedskim igračima na pripreme u Kinu gdje je bio zadivljen njihovom odanošću sportom, i, kako on tvrdi, tamo je puno naučio. U Kini, zemlji koja voli stolni tenis, postao je vrlo poznata osoba. 
 2012. je godine napunio 30 godina igranja stolnog tenisa na međunarodnoj razini. Jedan je od rijetkih stolnotenisača koji je i dalje aktivan u stolnom tenisu, a da je nastupio na Olimpijskim igrama 1988., kada je stolni tenis uveden kao sport na OI. U 2013. je zaigrao za Umeå BTK, ali samo kao zamjena.